# Таутенхайн, Карл
Карл Герман Таутенхайн (нем. Karl Hermann Tautenhayn; 8 августа 1871, Вена — 25 ноября 1949, Вена) — австрийский аккордеонист и композитор. Сын гравёра и медальера Йозефа Таутенхайна.
С десятилетнего возраста учился игре на фортепиано. Окончил Терезианум, затем учился в торговой академии, в 1887—1889 гг. изучал фортепиано и виолончель в Венской консерватории. Работал старшим кассиром в Первой австрийской сберегательной кассе, затем полностью переключился на музыкальную карьеру. В 1890-е гг. основал эстрадное инструментальное трио (аккордеон, скрипка и гитара), с которым выступал в Австро-Венгрии, Германии, Италии и США. В 1922 г. преобразовал трио в квартет (с добавлением второй скрипки), так называемый Старовенский камерный квартет (нем. Alt-Wiener Kammerquartett) или Квартет Таутенхайна (первая скрипка Макс Вайсгербер, вторая скрипка Отто Штрассер, гитара Антон Зондереггер), — этот состав успешно выступал в Вене, исполняя лёгкую музыку, вплоть до 1945 г., давал также концерты по радио в цикле «Венские вечера».
Автор песен, камерных пьес, переложений для своего квартета.